# 021 T BAB
Les 021 BAB 1 et 2 sont des locomotives à vapeur de type 021 conçues par Anatole Mallet pour la ligne du  Chemin de fer Bayonne-Anglet-Biarritz (BAB) (Bayonne - Anglet - Biarritz). 
Elles ont été livrées en 1876 par Schneider du Creusot.
Ce sont les premières locomotives compound au monde. Elles sont à deux cylindres, un haute pression d'un côté et un basse pression de l'autre, ce qui provoque un déséquilibre dans la traction. Elles donnèrent néanmoins satisfaction en se montrant particulièrement sobres en consommation d'eau et charbon.
Leur cheminée est remarquablement haute, ceci pour protéger les passagers des voitures à deux niveaux.